# Weisheit
|  | Dieser Artikel wurde in der Qualitätssicherung Philosophie eingetragen. Artikel, die sich als nicht relevant genug herausstellen oder mittelfristig kein hinreichend akzeptables Niveau erreichen, können schließlich auch zur Löschung vorgeschlagen werden. Bitte hilf mit, die inhaltlichen Mängel dieses Artikels zu beseitigen, und beteilige dich bitte an der Diskussion! Bitte entferne diesen Hinweis nicht ohne Absprache! |

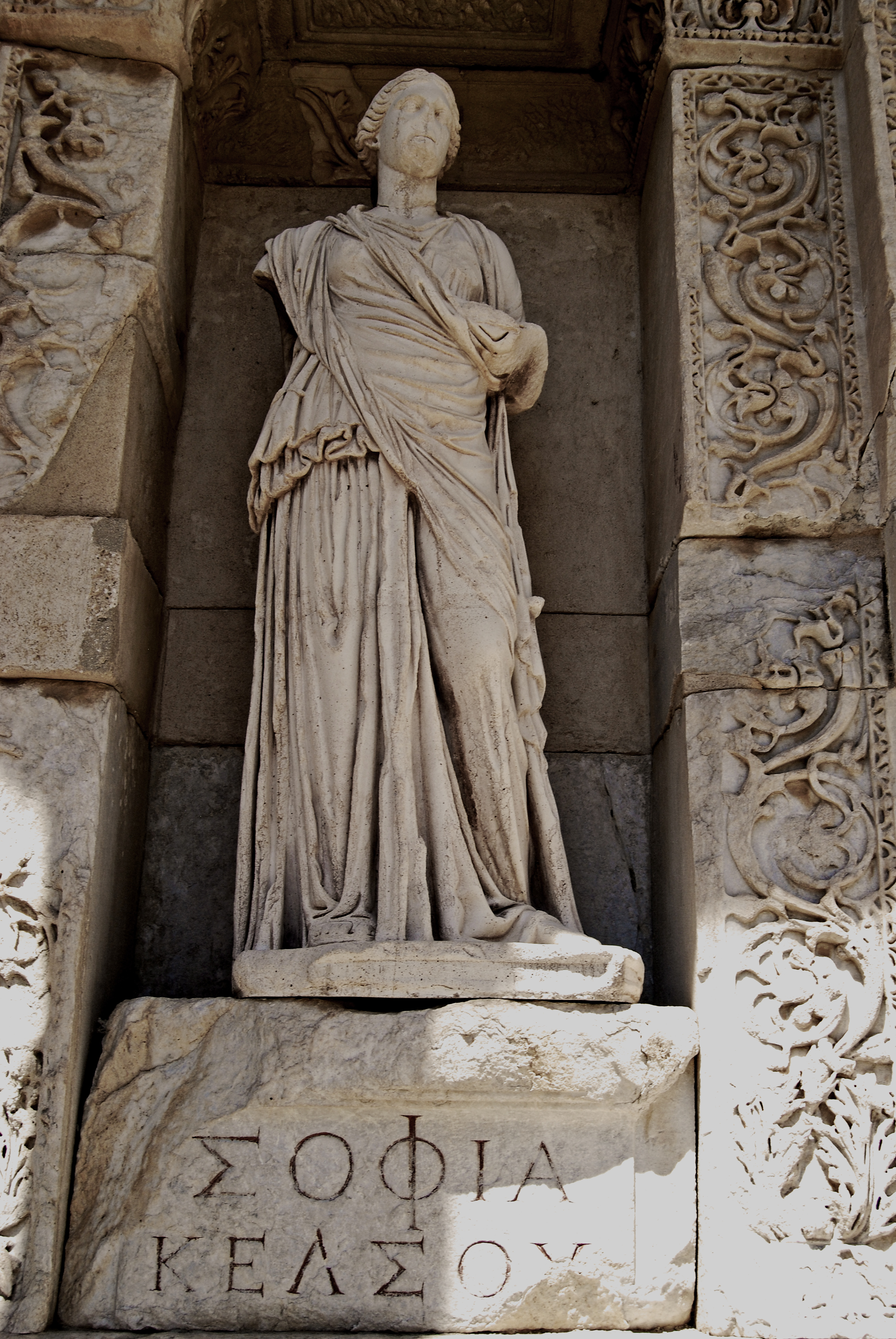
Sophia-Standbild in Ephesus

Weisheit (altgriechisch σοφία sophía, lateinisch sapientia) bezeichnet vorrangig ein tiefgehendes Verständnis von Zusammenhängen in Natur, Leben und Gesellschaft sowie die Fähigkeit, bei Problemen und Herausforderungen die jeweils schlüssigste und sinnvollste Handlungsweise zu identifizieren.
Es gibt mehrere Definitionen und Konzepte von Weisheit, die sich in der Regel in den Spannungsräumen zwischen Rationalität und Intuition, Wissen und Glauben sowie zwischen Erfahrung und Instinkt bewegen. Weitgehende Übereinstimmung herrscht in der Ansicht, dass Weisheit von geistiger Beweglichkeit und Unabhängigkeit zeugt: Sie befähigt ihren Träger, systematisch Dinge
- zu denken („eine weise Erkenntnis“, „ein weiser Entschluss“, „ein weises Urteil“),
- zu sagen („ein weises Wort“, „ein weiser Rat“) oder
- zu tun („ein weises Verhalten“),

die sich in der gegebenen Situation als nachhaltig sinnvoll erweisen. Dies geschieht häufig unter Vermeidung störender Einflüsse, wie beispielsweise dem eigenen Gefühlszustand oder gesellschaftlichem Gruppenzwang. Bei näherer Betrachtung und umfassender Würdigung aller Umstände, manchmal auch erst mit zeitlichem oder räumlichem Abstand, erweisen sich diese Überlegungen, Äußerungen und Handlungen jedoch als „richtig“, zutreffend oder „wahr“. Entsprechendes gilt für Worte und Handlungen, die der Weise nach reiflicher Überlegung nicht ausspricht oder tut (vgl. „Si tacuisses, philosophus mansisses“). Weisheit wird zu den Kardinaltugenden gezählt.
Als Gegenstand wird Weisheit thematisiert von Philosophie und Theologie, den einzelnen Religionen und der Ethnologie, von Wissenssoziologie und Persönlichkeitspsychologie, der Märchen- und Mythenforschung sowie in ihren künstlerischen Gestaltungen durch Kunst, Literatur und Musik.

## Wortherkunft
Das Eigenschaftswort weise („wissend, klug, lebenserfahren“) kommt vom mittelhochdeutschen wīs, wīse („verständig, klug, erfahren, gelehrt, kundig“), das vom althochdeutschen wīs, wīsi (8. Jh.) oder vom mittelniederdeutschen und altsächsischen wīs abstammt. Das germanische Wort *weis(s)a- leitet sich ab von der erschlossenen indogermanischen Wurzel ueid-, die mit dem Sinnbezirk wissen zusammenhängt. Die Bedeutung ist wohl „kundig im Hinblick auf eine Sache, klug, erfahren“, wie im altindischen vedas- („Erkenntnis, Einsicht“) oder im Sanskrit Veda („Wissen“). Ursprünglich meinte diese Wortform vor ihrem Bedeutungswandel vermutlich zuerst „sehen“ oder „gesehen haben“, wie es am Unterschied zwischen dem lateinischen videre („sehen“) und dem griechischen oida („wissen“) zu erkennen ist. Vom deutschen Eigenschaftswort weise abgeleitet ist das faktitive Verb jemanden (unter)weisen („zeigen, führen, belehren“). Das Hauptwort Weisheit als „Zustand des Weiseseins“ (althochdeutsch wīsheit) lässt sich seit dem 9. Jahrhundert nachweisen. Eng verwandt ist das Wort Gewitztheit in der alten Bedeutung „Klugheit, Schläue“.

## Philosophie
Das Verhältnis von Philosophie und Weisheit wird dort zum Thema, wo erstere aus der letzteren tatsächlich oder vermeintlich entspringt, sich von älteren oder zeitgleichen Weisheitstraditionen explizit abgrenzt oder aber sich andererseits mit der Weisheit selbst – möglicherweise nur in abgeschwächter Form als das Streben nach dieser als grundsätzlich unerreichbarem Ideal – als identisch erklärt. Die Selbstbenennung der Philosophie als „Freundin der Weisheit“ (philo-sophia) ist dabei in der Philosophiegeschichte immer wieder programmatisch ausgelegt worden und war häufig Ausgangspunkt für die Bestimmung ihres eigenen Selbstverständnisses.
Während noch Homer, Pindar oder Heraklit sophia in ihrer ursprünglichen Bedeutung als „Tüchtigkeit in Beziehung auf etwas“ verwendeten, ändert sich dies bei Sokrates, der in seinen Auseinandersetzungen mit in bestimmten Hinsichten sogar besonders ausgezeichnet tüchtigen Gesprächspartnern ihr Versagen im Verständnis allgemeiner Fragen aufwies und der vom Delphischen Orakel aufgrund seines Diktums „ich weiß, dass ich nichts weiß“ als der Weiseste bezeichnet wurde. Das von Sokrates hier zugrunde gelegte Motiv einer dem menschlichen Vermögen gemäßen Weisheit im Gegensatz zu einer diese übersteigenden, als göttlich verstandenen Weisheit sollte im Weiteren den philosophischen und teils auch theologischen Diskurs über die Weisheit im Westen bestimmen.
In Platons Höhlengleichnis bezeichnet Weisheit eine Erkenntnis der realen Welt durch Abkehr von Täuschungen und Irrtümern der Alltagserkenntnis, der öffentlichen Meinung und hergebrachter Vorurteile. Die Beschäftigung mit dem Phänomen Weisheit ist es, was die Philosophen auszeichnet. Im Mittelpunkt steht dabei der Blick auf die Ideenwelt mit der Idee des Guten. Die Weisheit zählt seit Platon zu den vier Kardinaltugenden.
Aristoteles sagt in seiner Metaphysik über die Weisheit, sie sei „Wissen von gewissen Prinzipien und Ursachen.“ (I 1, 982 a 2 – 3). Im sechsten Buch der Nikomachischen Ethik bezeichnet er die Weisheit als eine Verstandestugend bzw. dianoetische Tugend, welche sich auf das Unveränderliche und Notwendige bezieht. Er sieht sie als eine Verknüpfung der beiden Verstandestugenden Wissenschaft (episteme) und Verstand (Nous).
Die Stoa entwickelte das Ideal des stoischen Weisen, dessen vollkommene Tugend ihn im Extremfall sogar noch unter der Folter glücklich sein lässt.
Im Hellenistischen Judentum wird Weisheit zum zentralen Begriff der Gottesbeziehung. Die Weisheit ist einerseits die Art und Weise, mit der Gott in der Welt wirkt (Weisheit der Schöpfung) und mit der er zu den Menschen redet (Weisheit der Tora). Weisheit andererseits ist die eigentliche Form der Zuwendung des Menschen zu Gott hin, in frommer Gotteserkenntnis und tugendhaftem Handeln. Sie kann sogar personifiziert vorgestellt werden, als weibliche Figur, die Rat gibt (Buch der Sprüche) oder vor Gott tanzt.
Das einflussreichste Werk über Lebensweisheiten im Zeitalter des Humanismus war Petrarcas De remediis utriusque fortunae (1532 in Augsburg auf Deutsch erschienen: Von der Artznay bayder Glueck, des guten und des widerwertigen).

## Religionen
In zahlreichen Religionen gilt Weisheit als göttlich.

### Christentum
Umgangssprachlich wird Weisheit auch als Kurztitel des Buchs der Weisheit bzw. der Weisheit Salomos, eines deuterokanonischen bzw. apokryphen Buchs des Alten Testaments, gebraucht.
Als Tugend kennt das Kompendium des Katechismus der römisch-katholischen Kirche statt der Weisheit nur die Klugheit.
In der Bibel wird Weisheit als Geschenk Gottes dargestellt. So bekam der weise Salomo seine sprichwörtliche Weisheit als Antwort auf ein Gebet (1. Könige 3,5–14 ).
Andererseits wird Weisheit auch mit persönlichen Erfahrungen in Zusammenhang gebracht: „Der Weg des Narren erscheint in seinen eigenen Augen recht, der Weise aber hört auf Rat.“ (Sprüche 12,15 )
Die Bibel enthält auch direkte Handlungsanweisungen zur Erlangung von Weisheit: „Geh hin zur Ameise, du Fauler, sieh ihre Wege an und werde weise!“ (Sprüche 6,6). „…um zu erkennen Weisheit und Zucht, um zu verstehen verständige Worte.“ (Sprüche 1,2 )
Der Apostel Paulus vertrat nach der Bibel die Auffassung, dass die Welt nicht fähig ist, Klugheit und Weisheit zu erkennen: „Denn Gott hat gesagt: ‚Ich werde vernichten die Weisheit der Weisen und verwerfen die Klugheit der Klugen.‘ Wo bleiben da die Weisen? Wo die Schriftgelehrten? Wo die Wortführer der heutigen Welt? Hat Gott nicht gerade das als Dummheit entlarvt, was diese Welt für Weisheit hält? Denn obwohl die Welt von Gottes Weisheit umgeben ist, hat sie mit ihrer Weisheit Gott nicht erkannt. Und darum hat Gott beschlossen, alle zu retten, die seiner scheinbar so törichten Botschaft glauben. Die Juden wollen Wunder sehen, die Nichtjuden suchen Weisheit, aber wir, wir predigen, dass der Gekreuzigte der von Gott versprochene Retter ist. Für die Juden ist das ein Skandal, für die anderen Völker eine Dummheit, aber für die, die Gott berufen hat – Juden oder Nichtjuden – ist der gekreuzigte Christus Gottes Kraft und Gottes Weisheit. Denn was an Gott töricht erscheint, ist weiser als die Menschen, und was an Gott schwach erscheint, ist stärker als die Menschen.“ (1. Korinther 1,19–25 )

„Denn Weisheit ist letztlich nichts anderes als das Maß unseres Geistes, wodurch dieser im Gleichgewicht gehalten wird, damit er weder ins Übermaß ausschweife, noch in die Unzulänglichkeit falle. Verschwendung, Machtgier, Hochmut und ähnliches, womit ungefestigte und hilflose Menschen glauben, sich Lust und Macht verschaffen zu können, lassen ihn maßlos aufblähen. Habgier, Furcht, Trauer, Neid und anderes, was ins Unglück führt – wie die Unglücklichen selbst gestehen – engen ihn ein. Hat der Geist jedoch Weisheit gefunden, hält dann den Blick fest auf sie gerichtet… dann brauchte er weder Unmaß, noch Mangel, noch Unglück zu fürchten. Dann hat er sein Maß, nämlich die Weisheit und ist immer glücklich.“

Im gnostischen Philippusevangelium ist Sophia die „Gefährtin“ des Christus als sein weibliches Gegenstück. Diese Mittlerfunktion der Weisheit/Sophia wurde dann mehr und mehr abgelöst vom Logos, der (im Griechischen) männlichen Vernunft, als deren Personifikation oder besser Inkarnation dann Jesus Christus gilt.
Liturgisch steht die Weisheit besonders in den O-Antiphonen in den letzten Tagen vor Weihnachten sowie in der Oration Omnipotens et misericors Deus im Mittelpunkt.

### Jüdische Mystik
In der Kabbala gilt die Chochmah (göttliche Weisheit, Klugheit, Geschicklichkeit, Schöpfungsplan) als eine von zehn Sephiroth, d. h. Emanationen Gottes.

### Weisheit in Buddhismus und Hinduismus
Der Buddhismus unterscheidet die Begriffe Prajna, etwa 'die große umfassende Weisheit', die alle Dinge im ganzen Universum durchdringt und Sunyata (sanskrit), die Erkenntnis, dass alle erscheinenden Phänomene leer von einem eigenständigen ihnen innewohnenden Sein sind. Die Realisation von Sunyata in der Wahrnehmung von Phänomenen und Selbst ist daher eine grundlegende Erfahrung bei der Erlangung der Erleuchtung.
Im Hinduismus heißen Weisheit und Wissen Vidya (sanskrit). Es geht zuletzt auch im Yoga darum, den Dualismus aufzulösen, zunächst die Gedanken zu stoppen, im Moment zu sein, wobei die Yogastellungen (Asana) jahrtausendealte Unterstützungen sind, die auch heutzutage sehr viele Buddhisten ergänzend praktizieren.

### Konfuzianismus und Daoismus
Auch im Konfuzianismus und im Daoismus sowie in der chinesischen Philosophie hat die Weisheit einen großen Stellenwert. Im Konfuzianismus und in der chinesischen Philosophie ist sie, ähnlich wie die Menschlichkeit, die Ehrfurcht und die Umgangsformen, eine der Kardinaltugenden. Daher betont der Konfuzianismus die Bedeutung der Erziehung, des Lernens und der Bildung. Der Daoismus legt Wert auf ein Leben in Harmonie mit der Natur und dem Kosmos.

## Weisheit und Weise in Märchen und Mythos
Die Weisheit begegnet in Märchen und Mythos vor allem als Archetypus der weisen alten Frau und des weisen alten Mannes. Typische klassische Fälle von weisen Frauen sind etwa Frau Holle, aber auch jene aus den Märchen Die Gänsehirtin am Brunnen, Die Nixe im Teich oder des Teufels Großmutter aus Der Teufel mit den drei goldenen Haaren.
Im Mythos findet sich die personifizierte Weisheit bzw. die Weisheit als Attribut bei den verschiedensten Göttinnen und Göttern. In manchen Kulturkreisen wird die Weisheit als eigene Göttin oder auch als eine weibliche Seite Gottes verehrt. So kennt etwa das biblische Judentum die Chokmah als göttliche Weisheit. Im Griechischen wird diese als Sophia übersetzt und besonders in den orthodoxen Kirchen verehrt (Hagia Sophia).
Die Rezeption eines (bzw. einer) Weisen kann sehr unterschiedlich sein: Wird der Weise verkannt, weil sich den Menschen der Sinn des von ihm Gesagten oder Getanen nicht erschließt, können dem Weisen Unverständnis, Widerspruch und Ablehnung, mitunter auch körperliche Gewalt entgegenschlagen. Leuchtet den Menschen dagegen der Sinn des Gesagten oder Getanen ein, kann dem Weisen Bewunderung und Verehrung für seinen gedanklichen Tiefgang, seinen Weitblick, seine Originalität und Unkonventionalität, möglicherweise auch seinen Mut zum persönlichen Risiko zuteilwerden. Manchmal dauert es Jahrzehnte oder länger, bis die Ablehnung in Zustimmung umschlägt und der Weise in der öffentlichen Wahrnehmung als anerkannt bzw. rehabilitiert gilt.

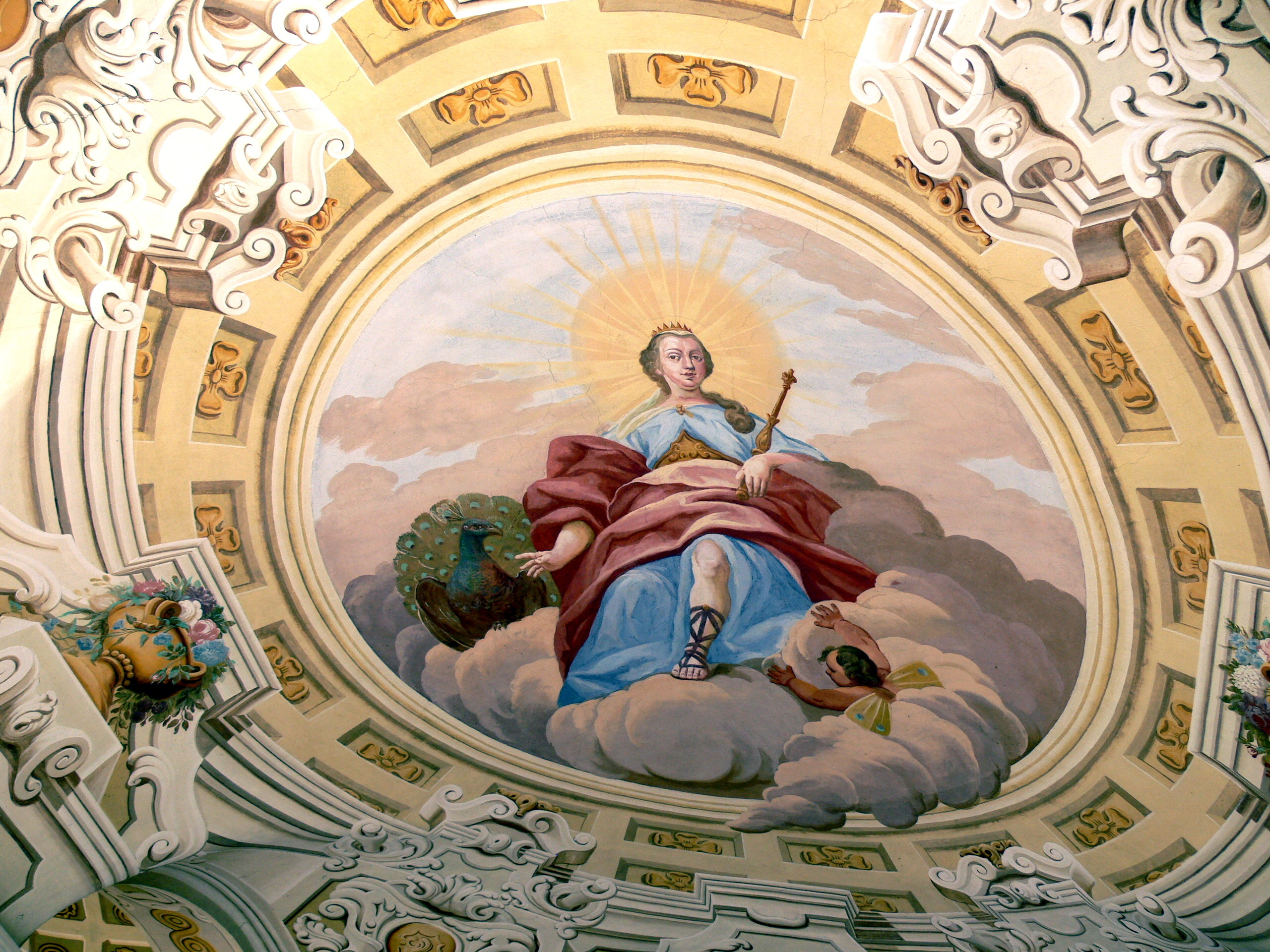
Deckenfresco "Heilige Weisheit" in Schloss Rosenau (Oberösterreich)